# World Forum for a Responsible Economy
Le World Forum for a Responsible Economy (WFRE) ou Forum Mondial de l’Économie Responsable est un rendez-vous annuel de référence entre les acteurs internationaux de la responsabilité sociétale. 
Initié en 2007 par Réseau Alliances sous l'impulsion de son président et ancien Ministre Philippe Vasseur, le World Forum for a Responsible Economy est un cycle d’événements internationaux dont l’objectif est de provoquer une économie mondiale responsable, en faisant connaître les « Bonnes Pratiques » d’entreprises (TPE, PME ou grands groupes) qui, partout dans le monde, exercent de manière responsable leur activité. 
Chaque année, ce sont plus de 5000 participants (entreprises, ONG, étudiants, représentants de la société civile et grand public) qui viennent s’inspirer des meilleures pratiques du monde entier.
Environ 150 intervenants internationaux sont présents chaque année, parmi lesquels des prix Nobel, des économistes, des visionnaires, des pionniers, ou encore des chefs d’entreprise.
L'événement a démontré, au travers d'exemples concrets, que la performance économique peut être assurée et améliorée par une approche plus respectueuse de l'Homme et de l'environnement. 

## Historique
Afin d'approfondir chacun des trois piliers de la RSE (social, environnemental, et économique) et pour favoriser les rencontres entre experts et chefs d'entreprises, des Rencontres Internationales ont été organisées: en octobre 2007 sur la diversité et l'égalité des chances pour l'emploi, en octobre 2008 sur les engagements responsables pour nourrir et protéger la planète, et en octobre 2009 sur les finances responsables et solidaires. 
Le succès rencontré par ces trois éditions ont amené le World Forum for a Responsible Economy à continuer d'organiser un forum annuel, afin de répondre à la demande du public sur d'autres sujets RSE.  
En 2013 et sous l'impulsion de Jérémy Rifkin, le WFRE a été le témoin du lancement du Master Plan de la Troisième Révolution Industrielle en Nord-Pas-De-Calais (aujourd'hui Hauts-de-France).  
En 2014, le projet Social Business Nord de France, SoBizHub, est officiellement lancé lors du WFRE, en présence de Muhammad Yunus. 
Les thématiques du World Forum for a Responsible Economy :
2010 - L'entreprise Responsable
2011 - Oser la Richesse
2012 - Entreprises Responsables / Entreprises Rentables
2013 - Yes we Change - Entreprendre et consommer autrement
2014 - Entrepreneurs face aux nouveaux défis
2015 - La croissance se réinvente ici
2016 - L’entreprise… pour quoi faire
2017 - Révolution responsable : Partageons les solutions d'aujourd'hui aux problèmes de demain
2018 - SUPER LOCAL : Entreprises et territoires : la nouvelle donne mondiale
2019 - EGO IMPERIUM : J'ai le pouvoir de changer le monde

## Démarche
Toutes les parties prenantes du monde économique se rassemblent durant 3 jours au WFRE : leaders économiques, dirigeants et acteurs d’entreprises de toutes tailles et tous secteurs, ONG, syndicats, collectivités territoriales, et étudiants - futurs acteurs de l’économie responsable.    

### Formats
Le WFRE compte environ 90 sessions réparties sur 3 jours : des conférences internationales qui constituent les véritables temps forts du forum animés par des experts internationaux de la RSE, des workshops, des déjeuners thématiques, des visites d'entreprises, des "side-event", des rencontres-dédicaces, des soirées privilégiés, des rencontres networking, ... 
L'ensemble des sessions  

### Lieux[7]
Historiquement, le World Forum for a Responsible Economy se tient au coeur de la ville de Lille, dans des lieux emblématiques de la capitale des Flandres : le Grand Palais de Lille, le Nouveau Siècle de Lille, le Théâtre du Nord, la Chambre de commerce de Lille (cœur de vie de l’événement).
La pluralité de ces formats permet également aux participants de découvrir des lieux annexes, propices au networking.  
Certaines éditions du WFRE se sont également tenues dans d'autres villes : Arras, Dunkerque, Valenciennes, La Rochelle Strasbourg, Grenoble et Paris.

### Intervenants[3]
Grâce au travail d’une cinquantaine de correspondants et réseaux contributeurs répartis aux quatre coins du monde, la parole est donnée aux entrepreneurs du monde entier. Du PDG de grand groupe à l’entrepreneur innovant, le WFRE les invite à partager le succès de leur engagement pour une économie responsable.
Depuis sa première édition 2017, le World Forum for a Responsible Economy a accueilli plus de 1 100 intervenants de 88 pays.
Parmi eux, des prix nobel, économistes et visionnaires :
- Muhammad Yunus (prix Nobel de la Paix - Bangladesh)
- Jeremy Rifkin (économiste - États-Unis),
- Ellen MacArthur (navigatrice engagée - Grande-Bretagne)
- Youssou N’Dour (artiste engagé - Sénégal)
- Wangari Maathai (Prix Nobel de la Paix - Kenya)
- Shirin Ebadi (Prix Nobel de la Paix - Iran)
- Marguerite Barankiste (militante pour les droits de l'homme - Burundi)
- Guy Ryder (OIT - Suisse)
- Ervin László (philosophe - Hongrie)
- Bibi Russell (artiste engagée - Bangladesh)
- Michel Serres (Académie Française - France)
- Yann Arthus-Bertrand (photographe - France)
- Bertrand Piccard (aéronaute - Suisse)
- Rob Hopkins (auteur engagé - Royaume-Uni)

Mais également des dirigeants d'entreprises :  
- Didier Leroy (Toyota - Europe), Leontino Balbo (Native - Brésil)
- Christophe Bonduelle (Bonduelle - France)
- Mike Hannigan (Give Something Back - États-Unis)
- Gérard Mestrallet (GDF Suez - France)
- Vinod Kumar (Tata Communications - Inde)
- Max Koeune (McCain Foods Limited - Canada)
- Lucien Lesaffre (Groupe Lesaffre - France)
- Gérard Mulliez (Auchan - France)
- Antoine Frérot (Veolia - France)
- Dirk Ahlborn (Hyperloop Transportation Technology - Etats-Unis)
- Christel Heydemann (Schneider Electric - France)
- David Katz (The Plastic Bank - Canada)

## World Forum Lille Institute
Au sein de Réseau Alliances et dans le cadre du World Forum Lille est créé un Think Tank (ou laboratoire d'idées) appelé « World Forum Lille Institute » en 2011.
Les objectifs de ce Think Tank sont de :
- de conduire et de propager des études et des recherches, d'émettre des recommandations sur la Responsabilité Sociétale des Entreprises afin de contribuer à la production d’idées qui puissent aider les décideurs économiques/ politiques à bâtir des actions concrètes en faveur d’une économie plus responsable.
- contribuer à la diffusion du Manifeste de l’Entreprise Responsable lancé dans le cadre du World Forum Lille 2010[8].

### Organisation
- Le conseil d’orientation : il définit la stratégie du World Forum Lille Institute, détermine le programme des travaux et actions et valide des communications externes. Il est composé des dirigeants des entreprises partenaires du World Forum Lille, de personnalités qualifiées et des d’experts (notamment universitaires et chercheurs) choisis en fonction de leurs compétences sur la RSE et l’éthique dans l’économie.

- Le comité de recherche : il mène les travaux d’étude et de recherche, prépare les publications, supervise les groupes de travail, suscite et suit des projets de mémoire et de thèses, et contribue au contenu des journées thématiques.

### Missions
Des séminaires thématiques sont organisés tout au long de l’année. Ils peuvent avoir lieu sur une journée ou une demi-journée, à Lille, bien sûr, mais aussi à Paris et à Bruxelles, voire dans d’autres villes selon les demandes.
Des « communications » sont publiées régulièrement sous forme d’articles et de tribunes (dans des revues et des quotidiens) et de communiqués de presse.
Des « interpellations » et des« questionnements » peuvent et doivent être adressés, au nom du World Forum Lille Institute, au monde politique, aux milieux économiques, aux organisations syndicales, aux associations…
Le World Forum Lille Institute fut représenté par M. Michel Doucin, ambassadeur français de la RSE, le 26 mai 2012 lors de la conférence du CFIE en Chine. La conférence a marqué les convergences de la France et de la Chine dans la mise en place des reportings RSE et la publication de rapports de développement durable. En effet, près de 900 entreprises chinoises élaborent à ce jour un rapport annuel RSE. Une délégation du World Forum Lille Institute fut aussi présente au Sommet de la Terre Rio+20 en juin 2012 avec la délégation Nord-Pas-de-Calais, et sur le plan national avec le Club France Rio+20. Deux personnes de l’équipe ont couvert ce sommet pendant deux semaines, à Sao Paulo et Rio. Durant ce sommet, le World Forum Lille Institute a participé au lancement officiel de la Global Union for Sustainability le 22 juin à Rio Centro.
Le World Forum Lille Institute est aussi l' organisateur de journées thématiques telles celle de septembre 2012 à Paris, sur le thème « Citoyens/ consommateurs, paradoxes/contradictions » ou celle de juin 2014 sur le thème de l'Économie de la Fonctionnalité. L'occasion de présenter aux acteurs économiques les dernières tendances de l'économie responsable.

### Outils
Pour réussir ces missions, le World Forum Lille Institute s'appuie sur 2 outils : 
- BipiZ, base de données de plus de 1 000 Bonnes Pratiques disponibles en français, anglais et espagnol, des cas concrets classés selon un référentiel construit à partir de la norme ISO 26000.
- la Global Union for Sustainability (GUS). Celle-ci est une « union d’entreprises, d’organisations et d’individus qui s’engagent publiquement à mener des actions simples, concrètes et mesurables par des indicateurs précis, pour faire progresser les thèmes du développement durable ». L’objectif est de rassembler le plus d’engagements possible, pour constituer un pouvoir d’influence sur les acteurs économiques, les organisations et les pouvoirs publics.  Initiée par le réseau brésilien Instituto Ethos, partenaire historique du World Forum Lille, la GUS permet à chacun, quelles que soient ses responsabilités, ses moyens, son pouvoir d’influence, de participer à son propre niveau et de bénéficier de l’impulsion donnée par les autres membres[11].